# Morti nel 1523
| Questa pagina contiene informazioni ricavate automaticamente dalle voci biografiche con l'ausilio del template Bio e di un bot. L'aggiornamento è periodico e automatico e ricostruisce completamente la pagina. Se manca una persona in questa lista, sei pregato di non aggiungerla, ma accertati piuttosto che la sua voce biografica contenga il template Bio e che i dati anagrafici siano correttamente compilati. Se il template Bio manca, inseriscilo tu stesso o, in alternativa, metti l'avviso {{tmp\|Bio}} che ne segnala la mancanza. Se i dati riportati sono sbagliati, correggi direttamente la voce biografica; le modifiche saranno visibili in questa lista entro pochi giorni. Per chiarimenti vedi il progetto biografie. La lista contiene solo le 74 persone che sono citate nell'enciclopedia e per le quali è stato implementato correttamente il template Bio. Pagina aggiornata al 18 ago 2025. |

## Febbraio(1)
- 22 febbraio - Rodrigo Díaz de Vivar, militare spagnolo (n. 1468)

## Marzo(4)
- 1º marzo - Martino Piazza, pittore italiano
- 9 marzo - Semiramide d'Appiano d'Aragona, nobildonna italiana (n. 1464)
- 20 marzo - Gerolamo Adorno, diplomatico e militare italiano
- 28 marzo - Luigi I di Löwenstein, conte (n. 1463)

## Aprile(2)
- 1º aprile - Agnese di Montefeltro (n. 1470)
- 6 aprile - Henry Stafford, III conte di Wiltshire, nobile inglese (n. 1479)

## Maggio(5)
- 7 maggio - Antonio Grimani, politico italiano (n. 1434)
- 7 maggio - Franz von Sickingen, militare tedesco (n. 1481)
- 10 maggio - Giovanni Luca Barberi, notaio e giurista italiano
- 15 maggio - Urbano di Miolans, abate italiano
- 23 maggio - Ashikaga Yoshitane, militare giapponese (n. 1466)

## Giugno(1)
- 9 giugno - Diego de Deza, arcivescovo cattolico spagnolo (n. 1443)

## Luglio(5)
- 5 luglio - Domenico Amorotto, brigante italiano
- 11 luglio - Federico II Abbatelli, nobile, politico e militare italiano
- 22 luglio - Biagio Milanesi, religioso italiano (n. 1445)
- 24 luglio - Adrien Gouffier de Boissy, cardinale e vescovo cattolico francese (n. 1479)
- 27 luglio - Cesare da Sesto, pittore italiano (n. 1477)

## Agosto(7)
- 8 agosto - Jean Vallière, religioso francese
- 13 agosto - Gerard David, pittore olandese
- 17 agosto - Johannes Lazo, presbitero ungherese (n. 1448)
- 22 agosto - Luciano I di Monaco, monegasco (n. 1487)
- 25 agosto - Mōri Kōmatsumaru, militare giapponese (n. 1515)
- 27 agosto - Domenico Grimani, letterato e cardinale italiano (n. 1461)
- 29 agosto - Ulrich von Hutten, umanista tedesco (n. 1488)

## Settembre(3)
- 9 settembre - Giovanni Benci, politico e mecenate italiano (n. 1456)
- 14 settembre - Papa Adriano VI, papa, vescovo cattolico e cardinale olandese (n. 1459)
- 29 settembre - Alessandro Sforza di Francavilla, condottiero italiano (n. 1465)

## Ottobre(5)
- 5 ottobre - Boghislao X di Pomerania, duca tedesco (n. 1454)
- 6 ottobre - Ottaviano Riario, condottiero e vescovo cattolico italiano (n. 1479)
- 10 ottobre - Timoteo Viti, pittore italiano (n. 1470)
- 16 ottobre - Luca Signorelli, pittore italiano
- 20 ottobre - Ercole d'Este, nobile

## Novembre(1)
- 22 novembre - Achille Grassi, cardinale e vescovo cattolico italiano (n. 1456)

## Dicembre(6)
- 1º dicembre - Ferrante di Capua, nobile italiano (n. 1495)
- 2 dicembre - Faustino Perisauli, umanista italiano (n. 1450)
- 16 dicembre - Bernhard Adelmann von Adelmannsfelden, teologo e umanista tedesco (n. 1459)
- 16 dicembre - Bernardino López de Carvajal, cardinale spagnolo (n. 1456)
- 29 dicembre - Giuliano Dati, vescovo cattolico e poeta italiano
- 30 dicembre - Prospero Colonna, generale italiano (n. 1452)

## Senza giorno specificato(34)
- Giovanni Battista Abioso, matematico, astronomo e medico italiano (n. 1453)
- Abramo di Balmes, medico, grammatico e traduttore italiano
- Matteo d'Afflitto, giurista italiano (n. 1447)
- Alessandro d'Alessandro, umanista e giurista italiano (n. 1461)
- Juan de Anchieta, musicista e compositore spagnolo (n. 1450)
- Pellegrino Aretusi, pittore italiano
- Tommaso Asen Paleologo, bizantino
- Jean Basin de Sandaucourt, presbitero, latinista e umanista francese
- Marco Bello, pittore italiano
- Laura Bentivoglio, nobile italiana (n. 1477)
- Bergognone, pittore italiano
- Giovanni Boiardo, nobile
- Giovanni Battista Bregno, scultore e architetto italiano
- Lorenzo Bregno, scultore italiano
- Niccolò Campani, poeta italiano (n. 1478)
- Cecilia Månsdotter Eka, nobildonna svedese (n. 1476)
- Bernardino de Conti, pittore italiano (n. 1470)
- William Cornysh, compositore, drammaturgo e poeta inglese (n. 1465)
- Benedetto Faelli, tipografo e editore italiano (n. 1460)
- Rui Faleiro, cosmografo e astronomo portoghese
- Alfonso Franco, pittore italiano (n. 1466)
- Francisco de Garay, esploratore spagnolo (n. 1475)
- Arnao Guillén de Brocar, tipografo e editore spagnolo (n. 1460)
- Galeotto II Malaspina, nobile italiano (n. 1462)
- Silvestro Mazzolini da Prierio, teologo italiano
- Mehmed I Giray, sovrano russo (n. 1465)
- Bartolomeo Montagna, pittore italiano
- Alessandro Pampurino, pittore italiano (n. 1460)
- Perugino, pittore italiano
- Annibale Rangoni, condottiero italiano
- Ambrogio Taegio, monaco cristiano e storico italiano (n. 1461)
- Tang Yin, pittore cinese (n. 1470)
- Antonio Vanella, scultore italiano
- Jaume Ferrer de Blanes, politico e cosmografo spagnolo (n. 1445)